# Do!ろーかる
『Do!ろーかる』（どろーかる）は、テレビ北海道で毎週土曜日の午前中に生放送していた生活情報番組。

## 概要
- キャッチフレーズは[1]「北海道の生活にピッタリ密着した情報満載の30分!」
- 2013年10月から2015年3月までは毎週土曜日14:25-14:55での放送だったが、2015年4月から毎週土曜日9:00-9:30での放送に変更された[3]。
- 前身番組は『遊びなDJサタデー』で、内容やコンセプトなどを引き継いでいる。（遊びなDJサタデー、番組HPを参照）
- 2016年3月26日をもって最終回となり、2年半の歴史に幕を閉じた。また、後継番組として、『スイッチン!』が2016年4月2日から毎週土曜11:30 - 12:00に生放送される。

## 出演者[1]
【MC】
- 大藤晋司（テレビ北海道アナウンサー）
- 三好絵梨香

【リポーター】
- 男鎌田真吾[4]
- フルーティー
- 石山千華（2015年8月 - 、元日本放送協会・テレビ長崎）[5]

## スタッフ
- 技術協力 - ノーステレビスタッフ[9]
- プロデューサー - 堤大輔[10]